# 트리비움 (밴드)

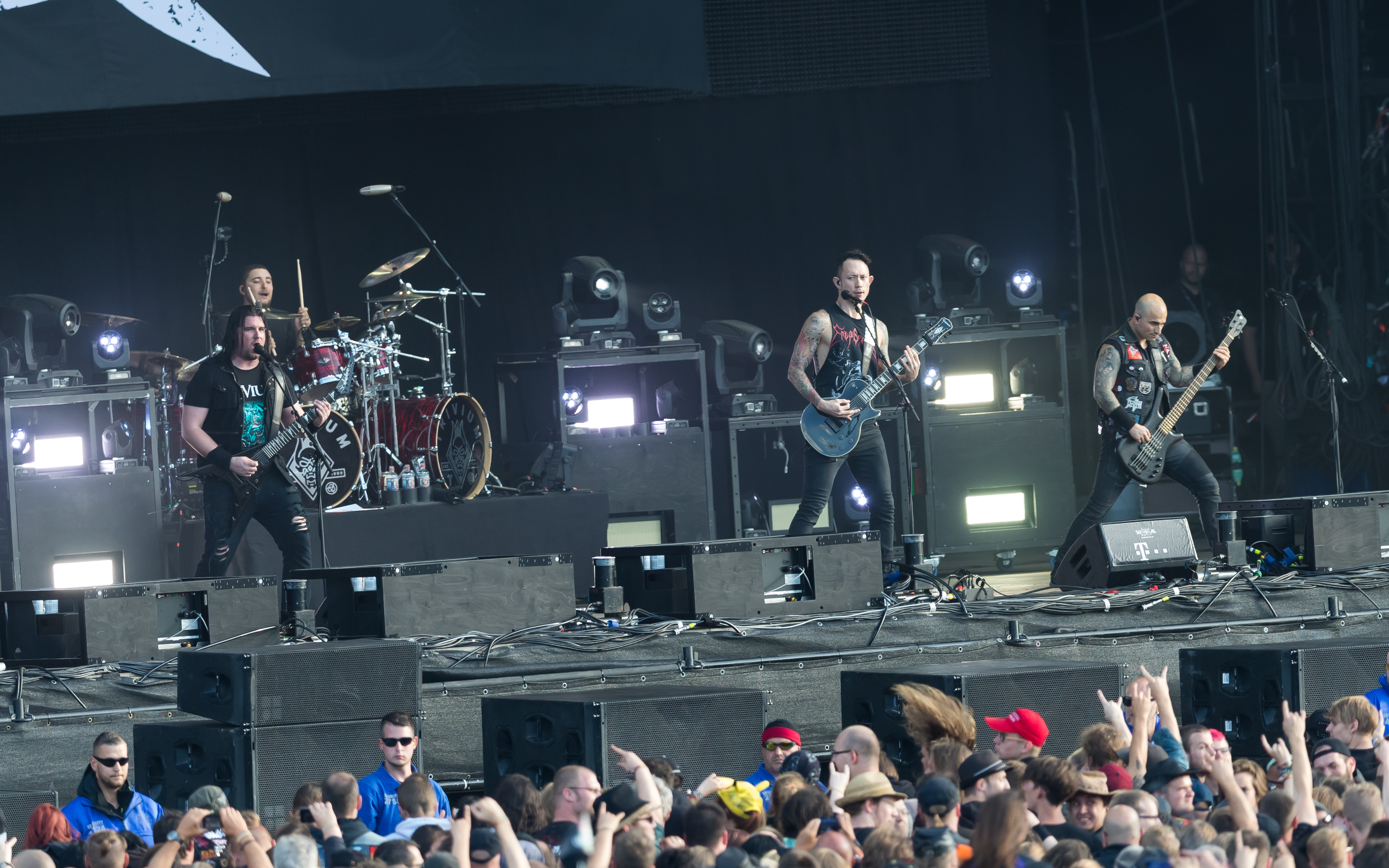
2017년 바켄 오픈 에어에서 공연 중인 트리비움

트리비움(Trivium)은 1999년 미국 플로리다주 올랜도에서 결성된 미국의 헤비 메탈 밴드이다.
이 밴드는 보컬리스트이자 기타리스트 Matt Heafy, 기타리스트 Corey Beaulieu, 베이시스트 Paolo Gregoletto, 드러머 Alex Bent로 구성되어 있다.
이 밴드의 데뷔 음반 Ember to Inferno는 2003년 라이프포스 레코드를 통해 발매한 이 밴드의 유일한 음반이다. 2004년에 로드러너 레코드와 계약을 한 이후 이 밴드는 9개의 스튜디오 음반과 20개 이상의 싱글을 발매했다. 10번째 스튜디오 음반 In the Court of the Dragon은 2021년 10월 8일 발매되었다. 이 밴드는 전 세계적으로 100만 장 이상의 음반을 판매했다.

## 디스코그래피
스튜디오 음반
- Ember to Inferno (2003)
- Ascendancy (2005)
- The Crusade (2006)
- Shogun (2008)
- In Waves (2011)
- Vengeance Falls (2013)
- Silence in the Snow (2015)
- The Sin and the Sentence (2017)
- What the Dead Men Say (2020)
- In the Court of the Dragon (2021)